# 20α,22R-다이하이드록시콜레스테롤
20α,22R-다이하이드록시콜레스테롤(영어: 20α,22R-dihydroxycholesterol)은 콜레스테롤로부터 스테로이드 호르몬의 생합성 과정에서의 내인성 대사 중간생성물이다. 콜레스테롤은 콜레스테롤 곁사슬 절단효소(P450scc)에 의해 하이드록실화되어 22R-하이드록시콜레스테롤을 형성한다. 이어서 22R-하이드록시콜레스테롤은 콜레스테롤 곁사슬 절단효소에 의해 다시 하이드록실화되어 20α,22R-다이하이드록시콜레스테롤을 형성한다. 마지막으로 20α,22R-다이하이드록시콜레스테롤의 20번 탄소와 22번 탄소 사이의 결합은 콜레스테롤 곁사슬 절단효소에 의해 분해되어 스테로이드 호르몬의 전구체인 프레그네놀론을 형성한다.

## 같이 보기
- 22R-하이드록시콜레스테롤
- 27-하이드록시콜레스테롤